# Bainingberge
Die Bainingberge (englisch: Baining Mountains) sind eine Bergkette auf der zu Papua-Neuguinea gehörigen Insel Neubritannien (ehemals Neupommern). Sie wurde während der deutschen Kolonialzeit nach dem dort ansässigen indigenen Volk der Baining benannt. Die Bergkette liegt im Nordwesten im Distrikt Gazelle und im Südosten im Distrikt Pomio der Provinz East New Britain.

## Geologie
Die Bergkette liegt auf der im Norden Neubritanniens gelegenen Gazelle-Halbinsel und teilt diese in Nordwest-Südost-Richtung. Im Allgemeinen ist die Bergkette etwa 1500 Meter hoch, die höchste Erhebung ist der zentral gelegene Mount Sinewit mit 2063 Metern. Die Berge sind dicht mit tropischem Bergregenwald bedeckt. Das Gebirge ist vulkanischen Ursprungs und besteht bis zu einer Höhe von 525 Metern aus gehobenem Korallenkalken sowie darüber aus älteren und jüngeren Eruptivgesteinen. Unter den älteren Eruptivgesteinen wurden Monzonit, Augitdiorit, Augitdioritporphyrit und Augitporphyrit bestimmt.

## Zur deutschen Kolonialzeit

### Besiedlung
Während der in der deutschen Kolonialzeit existierten am Nordrand der Berge südlich von Lassulbucht und Massawa Pflanzungen einiger deutschstämmiger Einwanderer aus Australien (Deutsch-Queensländer genannt), eine Niederlassung zum Anbau von Kakao der Neuguinea-Kompagnie sowie zentral in den Bergen eine Station der Herz-Jesu-Missionare. 1904 wurden zehn Missionare und Missionsschwestern der Station von den Bainingleuten überfallen und getötet.

### Verbindungen
Infrastrukturell war das Gebiet zur deutschen Kolonialzeit noch wenig erschlossen. Eine Landverbindung nach Rabaul, ganz im Norden der Gazelle-Halbinsel existierte zwar, jedoch waren die Brücken noch nicht fertiggestellt. Eine regelmäßige Verbindung mit Rabaul bestand allerdings durch den Küstendampfer Meklong des Norddeutschen Lloyd.